# Věžky, Přerov
Věžky là một làng thuộc huyện Přerov, vùng Olomoucký, Cộng hòa Séc.